# Marmite

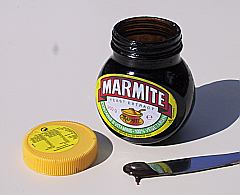
Un bote con la presentación comercial de Marmite

Marmite es una pasta comestible para untar que está elaborada exclusivamente con extracto de levadura, obtenida como subproducto del proceso de elaboración de la cerveza. Su aspecto es pegajoso, marrón oscuro, con un olor potente y sabor característico que llega a polarizar fuertemente la opinión de los consumidores. Los ingleses, por ejemplo, opinan según un lema muy popular: "Love it or hate it" ('La odias o la amas').
Es uno de los productos británicos más populares y conocidos en los países de la Mancomunidad de Naciones. Se cataloga dentro de la categoría de alimento saborizante. Es un producto apto para veganos y tiene un contenido muy bajo de gluten.
Existe también en Nueva Zelanda, aunque en una versión más dulce. En Suiza, la marca Cenovis es un producto bastante parecido. Marmite se vende habitualmente en los supermercados del norte de Europa en un bote con una forma característica que recuerda a una marmita (palabra de origen francés). Se suele servir en una tostada como acompañamiento en los desayunos.

## Historia

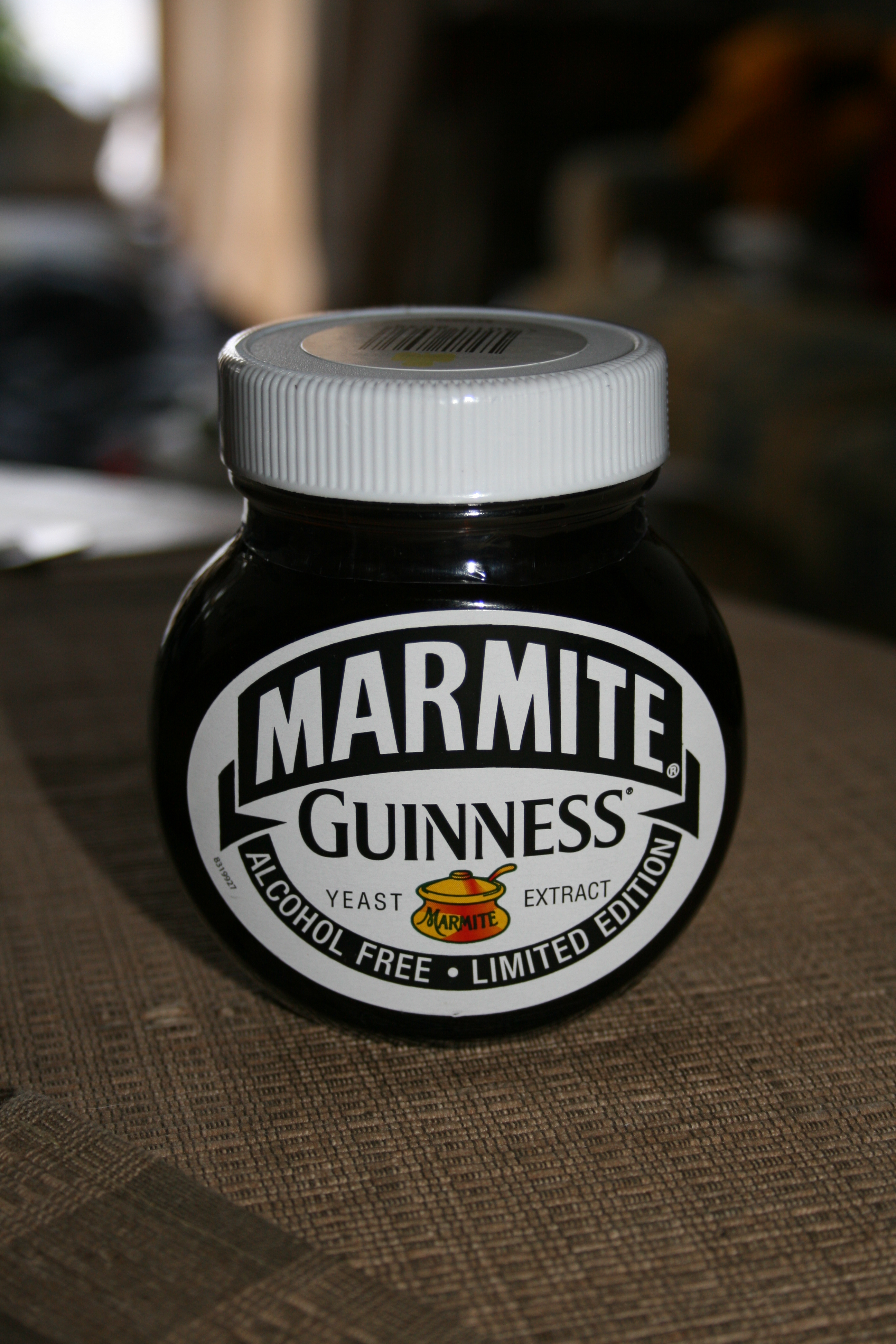
Edición elaborada con los subproductos de la industria cervecera de Guinness

La compañía Marmite Food Extract Company se formó en Burton upon Trent, Staffordshire (Reino Unido), en 1902, para aprovechar la levadura que sobraba de la fábrica de cerveza Bass.
En 1907, Marmite se hizo popular como pasta para untar, lo cual permitió a la compañía abrir una segunda fábrica en Camberwell Green, cerca de Londres. Hoy día, en el Reino Unido el ingrediente más importante de la Marmite industrial es el extracto de levadura (así lo indica la etiqueta de su bote), con algunas trazas de cloruro sódico, extracto de germen de trigo, vitamina B3, vitamina B1, extractos de especias, riboflavina y ácido fólico. No obstante, la composición exacta y los ingredientes han sido mantenidos en secreto desde sus comienzos. En 1912, el descubrimiento de la síntesis de las vitaminas lanzó Marmite a la fama, ya que este producto es una fuente rica en vitamina B y vitamina B12, que no se encuentra naturalmente en el extracto de levadura, pero que se añade posteriormente durante su elaboración.
En 1990, Marmite Limited, que se había convertido en marca subsidiaria de Bovril Limited, fue comprada por CPC (UK) Limited, que cambió su nombre a Best Foods Inc. en 1998. Best Foods Inc. se unió a Unilever en 2000, y Marmite quedó registrada como propiedad de Unilever.
En 2011, conforme a una ley que regula la adición de vitaminas a los alimentos, las autoridades sanitarias de Dinamarca prohibieron la venta de Marmite.

## Sugerencias para servir
Marmite se considera tradicionalmente una pasta saborizante empleada para untar en pan, tostadas y galletas. Debido a su sabor altamente concentrado, se suelen emplear pequeñas porciones mezcladas habitualmente con mantequilla o margarina. Su poderoso sabor tiene diversas aplicaciones, y es posible consultar libros especializados como el publicado en 2003 por Paul Hartley, titulado The Marmite Cookbook ('El libro de cocina de Marmite'), que contiene recetas y sugerencias para la utilización de esta pasta en la cocina.
Marmite se puede acompañar con algunos quesos. Y quienes así lo hacen suelen aconsejar lo siguiente:
1. Tomar un trozo de pan o tostada
2. Untar un buen trozo de mantequilla sobre la tostada
3. Poner una pequeña porción de Marmite (se aconseja no más de 4 gramos por día).

Esta receta puede aplicarse también a cualquier tipo de bocadillo o sándwich con rebanadas de queso como ingrediente principal.

## Otros usos
Se puede decir que este producto alimentario es muy conocido en todos los países de la Mancomunidad Británica de Naciones, así como en algunas regiones de Francia y de Suiza. En Sri Lanka suelen disolverse unas gotas de Marmite en agua hirviendo con unas gotas de zumo de lima y un poco de cebolla para elaborar un delicioso ingrediente que sirve de acompañamiento a otros platos.
En Nueva Zelanda se suele servir como ingrediente para elaborar algún tipo de sándwich; suele ponerse en las patatas fritas y se consume además con tostadas.
El conocido cocinero británico Jamie Oliver tiene una receta para palomitas a la Marmite.
El conocido chef Heston Blumenthal, dueño del que fue el mejor restaurante del mundo (The Fat Duck), tiene una receta de Consomé Marmite que describe en la página 70 de su obra Heston Blumenthal at Home. En ella destaca que Marmite es la clave para esta sopa vegetariana, ya que es rica en el quinto sabor, el umami.
Una leyenda urbana dice que quien toma Marmite puede ahuyentar los mosquitos, tal vez debido a que la piel exuda alguna de las propiedades olorosas de este producto. Aunque no hay ningún estudio científico que lo demuestre, la prensa nacional (periódicos como The Guardian, The Sun y The Daily Telegraph) ha hecho eco de ello.
A finales de la década de 1990, los medios de comunicación de Gran Bretaña publicaron el método para preparar un batido de Marmite.[cita requerida] Para ello hay que batir el producto hasta que cambie su color de marrón a blanco. El mejor método para lograrlo es tomar una cuchara y batir contra una superficie dura (un plato o una tabla pueden servir perfectamente) durante varios minutos hasta que se note el cambio de color a una especie de pasta blanca. Esta operación no hace que la pasta cambie de viscosidad ni de sabor.

## Información nutricional
Se sugiere, en la etiqueta de cada bote, servir una cantidad diaria de 4 g para adultos y de 2 g para niños.

### Contenido nutricional
|                         | Por 100 g            | Por 4 g (cantidad recomendada) |
| ----------------------- | -------------------- | ------------------------------ |
| Valor energético        | 929 KJ / 219 kcal    | 37 kJ / 8,7 kcal               |
| Proteínas               | 38,4 g               | 1,5 g                          |
| Hidratos de carbono     | 19,2 g               | 0,8 g                          |
| de los cuales azúcares  | 0,5 g                | trazas                         |
| Grasas                  | 0,1 g                | trazas                         |
| de las cuales saturadas | trazas               | trazas                         |
| Fibra dietética         | 3,1 g                | 0,1 g                          |
| Cloruro sódico          | 4,3 g                | 0,2 g                          |
| Tiamina                 | 5,8 mg (414 %* IDR)  | 0,23 mg (16,6 % IDR)           |
| Riboflavina             | 7,0 mg (438 % IDR)   | 0,28 mg (17,5 % IDR)           |
| Niacina                 | 160,0 mg (889 % IDR) | 6,4 mg (35,6 % IDR)            |
| Ácido fólico            | 2500 µg (1250 % IDR) | 100,0 µg (50 % IDR)            |
| Vitamina B12            | 15,0 µg (1500 % IDR) | 0,6 µg (60 % IDR)              |

*% = Consumo diario (IDR = Ingesta diaria recomendada)